# Hans-Gert Jahn
Pour les articles homonymes, voir Jahn.
Hans-Gert Jahn, né le 21 août 1945 à Dorfchemnitz est un biathlète est-allemand.

## Biographie
Aux Championnats du monde 1970, il remporte la médaille de bronze du relais avec Hansjörg Knauthe, Dieter Speer et Horst Koschka, offrant le premier podium de la RDA en mondial.
Il a fini sixième du relais des Jeux olympiques d'hiver de 1968 à Grenoble.

## Palmarès

### Championnats du monde
- Championnats du monde 1970 à Östersund :
  -  Médaille de bronze en relais.